# ジャン・ブリクモン
ジャン・ブリクモン（Jean Bricmont, イクル、1952年4月12日 - ）は、ベルギー出身の物理学者、著述家。
理学博士号を取得し、ラトガース大学で研究者として勤務した後、プリンストン大学で教鞭をとった。現在、ルーヴァン・カトリック大学の理論物理学教授として、幾何学・物理学・確率論（GPP）研究ユニット（数理物理学科）に所属している。また、ベルギー王立アカデミーの会員でもある。
専門は、くりこみ群と非線形微分方程式。研究業績により、ベルギー王立アカデミーのドゥルイツ賞（1996年）、国立科学研究基金5年賞（デ・レーウ・ダムリー・ブーラート賞、2005年）を受賞している。

## 略歴

### 科学的合理性の擁護
ジャン・ブリクモンは、1997年に、前年にソーカル事件を引き起こしたアメリカの研究者アラン・ソーカルとの共著『「知」の欺瞞（Impostures intellectuelles）』を上梓し、ポストモダニズムやカルチュラル・スタディーズにおける自然科学用語の乱用を批判した。フランス科学情報協会（AFIS）の科学支援委員会メンバーであり、2001年から2006年にかけては会長も務め、現在は二人いる名誉会長の一人である（もう一人はジャン＝クロード・ペッカー）。
2010年9月、ジャン・ブリクモンはベルギー王立アカデミーが主催する学術会議「科学・芸術における冒険精神と予防原則（L’esprit d’aventure et le principe de précaution en sciences et en arts）」の座長を務めた。

### 表現の自由の擁護
2001年4月、ブリクモンは『ル・モンド・ディプロマティーク』誌に論考を発表し、言語学者のノーム・チョムスキーがホロコーストを否定する歴史家のロベール・フォーリソンを支持したかどにより批判されていた件について、チョムスキーを擁護した。
2009年、ロベール・フォーリソンがゼニス・ドゥ・パリで熱烈な支持を得たというスキャンダルを受けて、ブリクモンは「デュードネは1年の懲役刑（執行猶予付）を受けるべきだ」と発言して周囲を驚かせた。

### ブリクモンへの批判
ブリクモンが極右の表現の自由も擁護し、特にゲソ法を撤廃するべきだという主張していることについて、極左勢力などから厳しい批判を受けている。
一方で、極右を研究する政治学者のジャン＝イヴ・カミュによれば、「ノーム・チョムスキーとその支持者であるジャン・ブリクモンや、アラブ主義者のルネ・ナバの著作には、ゆるやかな三色同盟が認められる」と強調している。
社会学者のダニエレ・ブレトラシュは、ブリクモンが「ル・グラン・ソワール」に寄せた論考は「反ユダヤ主義的放浪（errances antisémites）」の兆候を示していると述べている。ブリクモンは、この批判は名誉毀損にあたるとしている。

## 著作
- Alan Sokal; Jean Bricmont (1997). Impostures intellectuelles
田崎晴明、大野克嗣、堀茂樹訳『「知」の欺瞞――ポストモダン思想における科学の濫用』岩波書店、2000年；文庫版2012年
- Avec Régis Debray, À l'ombre des lumières : Débat entre un philosophe et un scientifique, Odile Jacob, coll. « Sciences », 2003.
- Impérialisme humanitaire. Droits de l’homme, droit d’ingérence, droit du plus fort ?, éditions Aden, 2005[12], 2009 (2e édition).
菊地昌実訳『人道的帝国主義――民主国家アメリカの偽善と反戦平和運動の実像』新評論、2011年
- Avec Julie Franck, Chomsky, les cahiers de l'Herne, 2007[13]
- Avec Hervé Zwirn, Philosophie de la mécanique quantique, Vuibert, 2009
- Avec Noam Chomsky, Raison contre pouvoir. Le pari de Pascal, L'Herne, Carnets, 2010.
- La République des censeurs, L'Herne, 2014.
- Noam Chomsky, activiste, Aux forges de Vulcain, 2014.

### 論文
- Avec Diana Johnstone, Les deux faces de la politique américaine, in : L'empire en guerre, éditions le Temps des Cerises, Paris, 2001.
- La fin de la « fin de l'histoire », et Questions aux « défenseurs des droits de l'homme », in : 11 septembre 2001, La fin de la « fin de l'histoire », éditions Aden, Bruxelles, 2001.
- L'espoir change-t-il de camp ?, in : Mourir pour McDo en Irak, éditions Aden, Bruxelles, 2004.
- Du bon usage de la laïcité, sous la direction de Marc Jacquemain et Nadine Rosa-Rosso, 240 p., éditions Aden.
- Déterminisme, chaos et mécaniques quantiques, in Les Matérialismes (et leurs détracteurs), éditions Syllepse, coll. "Métériologiques", 786p., 2004